# Wzór Kanazawy
Wzór Kanazawy – wyprowadzona w 1985 r. poprawka wzoru Sauerbreya wiążąca zmianę częstotliwości ze zmianą masy obciążającej mikrowagę kwarcową w przypadku pracy mikrowagi w środowisku ciekłym.
{\displaystyle \Delta f={-\ f_{0}^{3/2}\left({\frac {\eta _{l}\rho _{l}}{\pi \rho _{q}\mu _{q}}}\right)^{1/2}}}
gdzie:

{\displaystyle f_{0}} – częstotliwość środkowa mikrowagi [Hz]

{\displaystyle \eta _{l}} – lepkość dynamiczna cieczy

{\displaystyle \rho _{l}} – gęstość cieczy

{\displaystyle \rho _{q}} – gęstość kwarcu ({\displaystyle \rho _{q}} = 2,648 g/cm³)

{\displaystyle \mu _{q}} – moduł ścinania dla kwarcu (dla cięcia AT {\displaystyle \mu _{q}} = 2,947·1011 g·cm−1·s−2)